# Discotrema zonatum
Discotrema zonatum är en fiskart som beskrevs av Thomas Craig och Randall 2008. Discotrema zonatum ingår i släktet Discotrema och familjen dubbelsugarfiskar. Inga underarter finns listade i Catalogue of Life.